# Rahul Verma
Rahul Verma es un trabajador espiritual y humanitario y un devoto seguidor de Neem Karoli Baba . Es el fundador de la Fundación Uday, una organización sin fines de lucro que lleva el nombre de su hijo, quien nació con múltiples defectos congénitos . El New York Times lo describió como "la postura de un hombre contra la comida chatarra mientras la diabetes aumenta en toda la India", y publicó su historia en su portada.  
Rahul recurrió a las prácticas espirituales en busca de paz interior. En 2013, mientras meditaba en Rishikesh, conoció las enseñanzas de Neem Karoli Baba, que resonaron profundamente en él. Inspirado por esta conexión divina, Rahul adoptó la meditación regular, lo que produjo transformaciones significativas en su vida, incluida la mejora de la salud de su hijo, Arjunuday. 
A medida que su devoción por Neem Karoli Baba se profundizó, Rahul estableció el Centro de Meditación Divina NKB en Delhi en 2024, luego de una experiencia espiritual transformadora. Rahul ahora dedica su vida a estas enseñanzas, enfatizando la meditación, el servicio y la promoción del amor y el cambio positivo. 

## Fundación Uday
La Fundación Uday es una organización sin fines de lucro con sede en Nueva Delhi, India. La fundación trabaja en la salud, el apoyo y la dignidad de las personas sin hogar y en la ayuda ante desastres.   La fundación apoya a las personas sin hogar con ayuda en especie, proporcionándoles ropa, mantas, raciones secas y kits de dignidad.   
La fundación recibió el premio NGO Leadership & Excellence Awards 2015 de ABP News. 

## Fundación de Meditación Divina NKB
En 2024, Rahul Verma, un devoto seguidor de Neem Karoli Baba, fundó NKB Divine Meditation, que ofrece sesiones de meditación guiada gratuitas basadas en las enseñanzas de Neem Karoli Baba para ayudar a las personas a conectarse con su paz interior y bienestar holístico. Este centro es un santuario para buscadores espirituales, guiados por las enseñanzas de Neem Karoli Baba, venerado como una encarnación del Señor Hanuman